# Calicogorgia investigatoris
Calicogorgia investigatoris är en korallart som beskrevs av Thomson och Henderson 1906. Calicogorgia investigatoris ingår i släktet Calicogorgia och familjen Acanthogorgiidae. Inga underarter finns listade i Catalogue of Life.